# Univers 1984
Univers 1984 est une anthologie de treize nouvelles de science-fiction publiées entre 1974 et 1984, rassemblées par Joëlle Wintrebert.
L'anthologie est la 24e de la série Univers qui compte trente ouvrages. Elle ne correspond pas à un recueil qui serait déjà paru aux États-Unis ; il s'agit d'un recueil inédit de nouvelles, édité pour le public francophone.
L'anthologie  (ISBN 2-277-21617-8) a été publiée en mars 1984 aux éditions J'ai lu dans la collection « Science-fiction » (no 1617). L'image de couverture a été réalisée par Tim White (en).

## Nouvelles

### Je t'offrirai la guerre
- Auteur : Michel Jeury.
- Publication : 1984.
- Situation dans l'anthologie : pages 13 à 35.
- Résumé :
- Liens externes : 
  - Notice sur Noosfère
  - Notice sur iSFdb

### Fire Watch
- Auteur : Connie Willis.
- Titre original : Fire Watch.
- Publication : 1982.
- Situation dans l'anthologie : pages 36 à 87.
- Traducteur : Philippe R. Hupp.
- Résumé :
- Liens externes : 
  - Notice sur Noosfère
  - Notice sur iSFdb

### Petra
- Auteur : Greg Bear.
- Titre original : Petra.
- Publication : 1982.
- Situation dans l'anthologie : pages 88 à 111.
- Traducteur : Emmanuel Jouanne.
- Résumé :
- Liens externes : 
  - Notice sur Noosfère
  - Notice sur iSFdb

### Concordance des temps dans un lieu-dit
- Auteurs : Jacques Barbéri et Henry-Luc Planchat.
- Publication : première parution dans cette anthologie.
- Situation dans l'anthologie : pages 112 à 131.
- Résumé :
- Liens externes : 
  - Notice sur Noosfère
  - Notice sur iSFdb

### La Disparition de la Lune: une explication
- Auteur : John T. Sladek.
- Titre original : Explanation for the disappearance of the Moon.
- Publication : 1982, Extro Science Fiction.
- Situation dans l'anthologie : pages 132 à 140.
- Traducteur : Pierre-Paul Durastanti.
- Résumé :
- Liens externes : 
  - Notice sur Noosfère
  - Notice sur iSFdb

### Rencontre avec un trou noir
- Auteur : Larry Niven.
- Titre original : The Hole Man.
- Publication : janvier 1974, Analog Science Fiction and Fact.
- Récompenses : 
  - Nouvelle lauréate du prix Hugo « Meilleure nouvelle 1975 »
  - Nouvelle classée deuxième au prix Locus « Meilleure nouvelle 1975 »
- Situation dans l'anthologie : pages 141 à 158.
- Traducteur : Philippe R. Hupp.
- Résumé :
- Article connexe : Trou noir.
- Liens externes : 
  - Notice sur Noosfère
  - Notice sur iSFdb

### Will la Glace
- Auteur : John Shirley.
- Titre original : Will the Chill.
- Publication : Universe 9, sous la direction de Terry Carr, éd. Doubleday.
- Situation dans l'anthologie : pages 159 à 187.
- Traducteur : Jean Bonnefoy.
- Résumé :
- Liens externes : 
  - Notice sur Noosfère
  - Notice sur iSFdb

### Par delà les murs qui saignent
- Auteurs : Michel Pagel et Roland C. Wagner.
- Publication : première parution dans cette anthologie.
- Situation dans l'anthologie : pages 196 à 212.
- Résumé :
- Liens externes : 
  - Notice sur Noosfère
  - Notice sur iSFdb

### Des ombres sur le mur de la caverne
- Auteur : Nancy Kress.
- Titre original : Shadows on the Cave Wall.
- Publication : 1981.
- Situation dans l'anthologie : pages 213 à 249.
- Traducteur : Joëlle Wintrebert.
- Résumé :
- Liens externes : 
  - Notice sur Noosfère
  - Notice sur iSFdb

### Les Éléphants sont mélancoliques
- Auteur : Spider Robinson.
- Titre original : Melancholy Elephants.
- Publication : 1982.
- Situation dans l'anthologie : pages 250 à 269.
- Traducteur : Jean-Pierre Pugi.
- Résumé :
- Liens externes : 
  - Notice sur Noosfère
  - Notice sur iSFdb

### Cinquante-cinquante
- Auteur : Raymond Milési.
- Publication : première parution dans cette anthologie.
- Situation dans l'anthologie : pages 270 à 291.
- Résumé :
- Liens externes : 
  - Notice sur Noosfère
  - Notice sur iSFdb

### Pleine Peau
- Auteur : Jean-Pierre Hubert.
- Publication : première parution dans cette anthologie.
- Situation dans l'anthologie : pages 325 à 340.
- Résumé :
- Liens externes : 
  - Notice sur Noosfère
  - Notice sur iSFdb

### Hors de l'infini
- Auteur : James Tiptree.
- Titre original : Out of the Everywhere.
- Publication : décembre 1981, Out of the Everywhere and Other Extraordinary Visions, sous la direction de James Tiptree, Jr., éd. Del Rey / Ballantine.
- Situation dans l'anthologie : pages 341 à 388.
- Traduction : Jacqueline Lahana.
- Résumé :
- Liens externes : 
  - Notice sur Noosfère
  - Notice sur iSFdb

## Partie thématique et encyclopédique

### Éditorial
- « Dans dix-sept ans, 2001… » : éditorial de Joëlle Wintrebert, pages 7 à 12.

### Articles
- « Maman BD », article de J.-H. Winterhall : pages 188 à 195.
- « Les Singulières Arcadies de John Holbrook Vance », article de Jean-François Jamoul : pages 292 à 324.
- « Georges Orwell, Le père fondateur », article d'Yves Frémion : pages 389 à 403.
- « D'un 1984 à l'autre : Angsoc et Plamod », article de Jean Chesneaux : pages 404 à 415.